# Resolución 46 del Consejo de Seguridad de las Naciones Unidas
La Resolución 46 del Consejo de Seguridad de las Naciones Unidas, adoptada el 17 de abril de 1948, habiendo hecho referencia a los objetivos de la Resolución 43 del Consejo de Seguridad de las Naciones Unidas y observando que el Reino Unido seguía siendo la Potencia Mandataria a cargo del territorio palestino, era responsable de poner fin al conflicto en dicho territorio y cada miembro del Consejo debía ayudarle a lograr dicha paz.
En este sentido, pide tanto al Alto Comité Árabe como a la Agencia Judía que cesen inmediatamente todos los actos de violencia, que impidan la entrada de combatientes externos en el territorio, que dejen de importar armas, que se abstengan de toda actividad política inmediata que pueda perjudicar posteriormente los derechos o reivindicaciones de cualquier comunidad, que cooperen con las autoridades británicas y que se abstengan de toda acción que pueda poner en peligro la seguridad de cualquiera de los Santos Lugares del territorio. En la resolución también se exhortaba a todos los países de la región a que cooperaran en todo lo posible, en particular para imponer la circulación de combatientes o armas en el territorio.
La resolución fue aprobada con nueve votos contra ninguno, con dos abstenciones de la RSS de Ucrania y de la Unión Soviética.